# Strage di Hanau
La strage di Hanau è avvenuta il 19 febbraio 2020, quando nove persone sono state uccise e altre cinque ferite in una sparatoria terroristica commessa da un estremista di destra di 43 anni a Hanau, vicino alla città di Francoforte, in Germania. Dopo gli attacchi, l'uomo armato è tornato nel suo appartamento, dove ha ucciso sua madre e poi si è suicidato.
Il massacro è stato definito un atto di terrorismo dal ministro degli affari interni tedesco. Il colpevole, Tobias Rathjen, non è stato collegato a un'organizzazione terroristica o a un gruppo estremista.

## Sparatoria
La sparatoria è avvenuta intorno alle 22:00 ora locale (UTC+1) del 19 febbraio 2020, in due sale per narghilè, una al Midnight Bar nella piazza centrale di Hanau e l'altra all'Arena Bar & Café di Kesselstadt. I rapporti hanno mostrato che entrambi i bar sono per lo più frequentati da cittadini turchi . L'aggressore ha iniziato a prendere di mira tre ospiti, seguito dal cameriere che li aveva appena serviti. La polizia ha avviato un'indagine su vasta scala. Inizialmente è stato riferito che i sospetti erano latitanti. L'uomo armato, in seguito identificato come Tobias Rathjen, è poi tornato a casa dove ha sparato a sua madre mentre suo padre era in grado di scappare. Poi si è sparato. Lui e sua madre sono stati scoperti dalla polizia alle 05:15 del giorno successivo quando sono entrati.

## Responsabile
L'uomo armato è stato identificato come Tobias Rathjen, 43 anni, un estremista di estrema destra.  Ha pubblicato un manifesto e video sul suo sito web personale, mostrando le sue convinzioni e teorie politiche sul fatto che il presidente degli Stati Uniti Donald Trump rubasse i suoi slogan, l'eugenetica ed esprime la frustrazione per il fatto che non potrebbe mai sperimentare una relazione intima con una donna a causa di problemi psicologici durante la sua vita. Dichiarò di essere stato guidato da voci nella sua testa sin dalla nascita e di essere seguito da agenti segreti. Rathjen ha espresso odio per i migranti, in particolare per le persone del Medio Oriente, Asia Centrale, Sud-Est asiatico e Nord Africa. Ha anche espresso un odio per i cittadini tedeschi che hanno permesso agli immigrati di entrare nel loro paese, e li ha considerati "impuri".
Secondo il procuratore generale tedesco Peter Frank, Rathjen aveva contattato le autorità tedesche con le sue teorie cospirative tre mesi prima dell'attacco: il 6 novembre 2019, Rathjen aveva scritto una lettera al procuratore generale sollecitando un'azione contro un'organizzazione di "servizi segreti", che aveva sostenuto stava attingendo al cervello delle persone per controllare gli eventi mondiali. Ha invitato le autorità ad "avvicinarsi a me e comunicare con me". Nessuna azione è stata intrapresa in risposta. Parti di questa lettera di 19 pagine erano praticamente identiche al suo manifesto di 24 pagine pubblicato sul suo sito web nel febbraio 2020, ma non era chiaro se includesse minacce contro le minoranze etniche.
Vicino all'Arena Bar, è stato trovato un testo collegato al sito web dell'autore, scritto in graffiti su un muro prima che fosse coperto dalla polizia.

## Vittime
Le nove persone uccise dall'aggressore durante le due sparatorie sono state identificate come quattro cittadini tedeschi: Gökhan Gültekin (37), Ferhat Unvar (23), Mercedes Kierpacz (35), Said Nesar Hashemi (21) (due dei quali avevano origini curde, la terza di origine Sinti e polacche, e l'ultimo con origini afgane). Le altre cinque vittime sono Sedat Gürbüz (29) e Fatih Saraçoğlu (34), entrambi cittadini turchi, Hamza Kurtović (22), bosniaco, Kaloyan Velkov (33), bulgaro, e Vili Viorel Păun (22), rumeno. Il proprietario di uno dei bar shisha era tra le vittime. Tre sono morti immediatamente nella prima sparatoria, altre cinque persone sono morte immediatamente nella seconda. La nona vittima è morta in ospedale il giorno successivo. L'aggressore ha infine sparato e ucciso la madre, tedesca (Gabriele Rathjen, 72) prima di suicidarsi. 
Due turco-tedeschi, un afgano-tedesco e un camerunese sono stati tra i cinque feriti. 
- Ferhat Unvar
- Mercedes Kierpacz
- Sedat Gürbüz
- Gökhan Gültekin
- Hamza Kenan Kurtovic
- Kalojan Velkov
- Vili Viorel Păun
- Said Nesar Hashemi
- Fatih Saracoglu
- Gabriele Rathjen[4]